# HD50635
HD50635 — подвійна зоря. 
Ця подвійна система має видиму зоряну величину в смузі V приблизно 4,7.
Вона розташована на відстані близько 91,1 світлових років від Сонця.

## Подвійна зоря
Головна зоря цієї системи належить до хімічно пекулярних зір й має спектральний клас A8.
Інша компонента має спектральний клас F0.

## Фізичні характеристики
Зоря HD50635 обертається 
дуже швидко 
навколо своєї осі. Проєкція її екваторіальної швидкості на промінь зору становить Vsin(i)=159км/сек.